# Tuscania

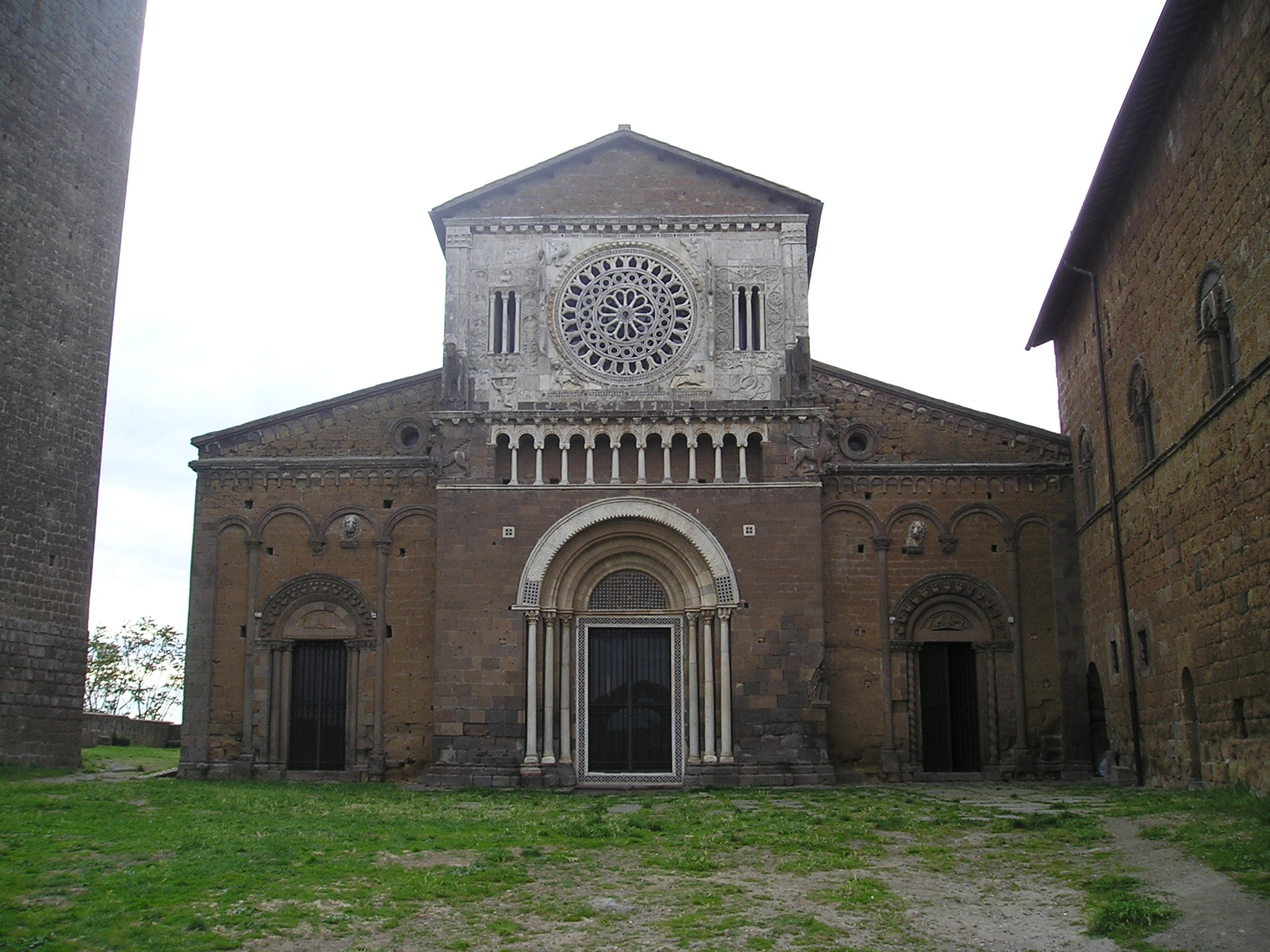
Fachada de San Pietro.

Tuscania (provincia de Viterbo) es un municipio de poco más de 8.000 habitantes; dista de la capital cerca de 18 km.

## Historia
Tuscania, como muchos de los municipios limítrofes y como es típico de esta zona de la provincia de Viterbo, se erige sobre promontorios, en este caso, siete, de roca toba volcánica entre los ríos Marta y Capecchio que dominan, permitiéndole el control, el valle del Marta (una importante vía de comunicación y de trashumancia que unía, en la prehistoria, el lago de Bolsena con el mar Tirreno, en los alrededores de la actual Tarquinia).
Puede citarse como curiosidad las leyendas mitológicas sobre el origen de la ciudad: la primera, narrada por el historiador romano Tito Annio Lusco, decía que Tuscania fue fundada por el hijo de Eneas, Ascanio, sobre el lugar en que se encontraron doce cachorros de perro (de ahí el nombre latino Tus-cana) mientras que una segunda indica como fundador a Tusco, hijo de Hércules y de Araxe.
Era un asentamiento etrusco. A partir del siglo IV a. C., después de la derrota de las ciudades costeras por los griegos, Tuscania se convirtió en un centro de comercio marítimo a través del puerto de Regas (próximo a lo que actualmente es Montalto di Castro). No hay documentos que acrediten que Tuscania se viera involucrada en las batallas que llevaron a los romanos a conquistar el Lacio septentrional etrusco (280 a. C.), pues la ciudad probablemente entró en la órbita romana de manera pacífica. El desarrollo agrícola y la construcción de la Via Clodia, impulsaron aún más la situación económica de la ciudad. Se convirtió en municipio el año 88 a. C.
A las 19:09 horas del 6 de febrero de 1971 un terremoto semidestruyó Tuscania, provocando 31 muertos, y daños en muchas casas y edificios entre las que estaban las iglesias románicas de San Pietro y Santa Maria Maggiore que fueron posteriormente restauradas.
En 1997 el Lacio ha instituido, con la ley regional 29, la «Riserva Naturale di Tuscania», de alrededor de dos mil hectáreas.

## Evolución demográfica
| Gráfica de evolución demográfica de Tuscania entre 1861 y 2001 |
|                                                                |
| Fuente ISTAT - elaboración gráfica de Wikipedia                |

## Monumentos
El principal monumento de la ciudad es la Iglesia de San Pietro, en estilo románico-lombardo, comenzada en el siglo VIII y renovado en los siglos XI y XII. el interior tiene una nave y dos pasillos divididos por columnas bajas y pilastras que incorporan medias columnas, con capiteles antiguos y medievales.
Otros lugares de interés son:
- Iglesia románica de Santa Maria Maggiore.
- La torre de Lavello.
- La fuente romana Fontana delle Sette Cannelle.
- Necrópolis etruscas, incluyendo la «Tumba de la Reina».

## Curiosidades
La ciudad de Tuscania es nombrada en un tema de la banda de Metal progresivo
Dream Theater